# Condé-sur-Vesgre
Condé-sur-Vesgre é uma comuna francesa na região administrativa da Île-de-France, no departamento de Yvelines. A comuna possui 828 habitantes segundo o censo de 1990.